# Grup divisible
En matemàtiques, i especialment en el camp de teoria de grups, un grup divisible és un grup abelià on tot element es pot dividir per enters positius, en algun sentit, o més exactament, on tot element és un múltiple n-sim per a qualsevol enter positiu n. Els grups divisibles són importants a l'hora d'entendre l'estructura dels grups abelians, sobre tot perquè són els grups abelians injectius.

## Definició
Un grup abelià {\displaystyle (G,+)} és divisible si, per a qualsevol enter positiu {\displaystyle n} i per a tot {\displaystyle g\in G}, existeix un element {\displaystyle y\in G} tal que {\displaystyle ny=g}. Una condició equivalent és: per a qualsevol enter positiu {\displaystyle n}, es té que {\displaystyle nG=G}, ja que l'existència d'un element {\displaystyle y} per a qualssevol {\displaystyle n}i {\displaystyle g} implica que {\displaystyle nG\supset G} (en sentit contrari, {\displaystyle nG\subset G} és cert per a qualsevol grup). Una tercera condició equivalent és que un grup abelià {\displaystyle G} és divisible si i només si {\displaystyle G} és un objecte injectiu dins la categoria de grups abelians; per aquest motiu, de vegades es diu que un grup divisible és un grup injectiu.
Un grup abelià és {\displaystyle p}-divisible per un nombre primer {\displaystyle p} si per a tot {\displaystyle g\in G} existeix un element {\displaystyle y\in G} tal que {\displaystyle py=g}. Equivalentment, un grup abelià és {\displaystyle p}-divisible si i només si {\displaystyle pG=G}.

## Exemples
- Els nombres racionals {\displaystyle \mathbb {Q} } formen un grup divisible amb la suma.
- Més en general, el grup additiu subjacent de qualsevol espai vectorial sobre {\displaystyle \mathbb {Q} } és divisible.
- Tot quocient d'un grup divisible és divisible. Així, {\displaystyle \mathbb {Q} /\mathbb {Z} } és divisible.
- El component p-primari {\displaystyle \mathbb {Z} [1/p]/\mathbb {Z} } de {\displaystyle \mathbb {Q} /\mathbb {Z} }, que és isomorf al grup p-quasicíclic {\displaystyle \mathbb {Z} [p^{\infty }]}, és divisible.
- El grup multiplicatiu dels nombres complexos {\displaystyle \mathbb {C} ^{*}} és divisible.
- Tot grup abelià existencialment tancat (en el sentit de la teoria de models) és divisible.

## Propietats
- Si un grup divisible és un subgrup d'un grup abelià, llavors és un sumand directe.[2]
- Tot grup abelià es pot submergir en un grup divisible.[3]
- Els grups divisibles no trivials no són finitament generats.
- Addicionalment, tot grup abelià es pot submergir de manera única en un grup divisible com un subgrup essencial.[4]
- Un grup abelià és divisible si i només si és p-divisible per a tot nombre primer p.
- Sigui A un anell. Si T és un grup divisible, llavors HomZ(A, T) és injectiu dins la categoria d'A-mòduls.[5]

## Teorema d'estructura dels grups divisibles
Sigui G un grup divisible. Llavors el subgrup de torsió Tor(G) de G és divisible. Com que un grup divisible és un mòdul injectiu, llavors Tor(G) és un sumand directe de G. Per tant,
{\displaystyle G=\mathrm {Tor} (G)\oplus G/\mathrm {Tor} (G).}
G/Tor(G) és divisible perquè és un quocient d'un grup divisible. A més, és lliure de torsió. Per tant, és un espai vectorial sobre Q, i existeix un conjunt I tal que
{\displaystyle G/\mathrm {Tor} (G)=\oplus _{i\in I}\mathbb {Q} =\mathbb {Q} ^{(I)}.}
L'estructura del subgrup de torsió és difícil de determinar, però es pot demostrar que per a tots els nombres primers p existeix {\displaystyle I_{p}} tal que
{\displaystyle (\mathrm {Tor} (G))_{p}=\oplus _{i\in I_{p}}\mathbb {Z} [p^{\infty }]=\mathbb {Z} [p^{\infty }]^{(I_{p})},}
on {\displaystyle (\mathrm {Tor} (G))_{p}} és el component p-primari de Tor(G).
Així, si P és el conjunt dels nombres primers,
{\displaystyle G=\left(\bigoplus _{p\in \mathbf {P} }\mathbb {Z} [p^{\infty }]^{(I_{p})}\right)\oplus \mathbb {Q} ^{(I)}.}
Les cardinalitats dels conjunts I i Ip per a p ∈ P estan unívocament determinades pel grup G.

## Grups abelians reduïts
Es diu que un grup abelià és reduït si el seu únic subgrup divisible és el grup trivial {0}. Tot grup abelià és la suma directa d'un subgrup divisible i un subgrup reduït. De fet, tot grup té un únic subgrup divisible maximal, i aquest subgrup divisible és un sumand directe. Això és una característica especial dels anells hereditaris com els enters Z: la suma directa de mòduls injectius és injectiva perquè l'anell és noetherià, i els quocients de mòduls injectius són injectius perquè l'anell és hereditari, així que qualsevol submòdul generat per mòduls injectius és injectiu. El recíproc és un resultat de Matlis 1958: si tot mòdul té un únic submòdul injectiu maximal, llavors l'anell és hereditari.
El teorema d'Ulm proporciona una classificació completa dels grups abelians periòdics reduïts comptables.

## Generalització
Es poden donar diverses definicions que generalitzen el concepte de grup divisible al cas de mòduls divisibles. Les següents definicions s'utilitzen en la bibliografia per definir un mòdul divisible M sobre un anell R:
1. rM = M per a qualsevol element r de R no nul[9] (de vegades cal que r no sigui un divisor de zero, i alguns autors[10][11] requereixen que R sigui un domini).
2. Per a tot ideal principal per l'esquerra Ra, qualsevol homomorfisme de Ra cap a M s'estén a un homomorfisme de R cap a M[12][13] (aquest tipus de mòdul divisible també s'anomena mòdul principalment injectiu).
3. Per a tot ideal finitament generat per l'esquerra L de R, qualsevol homomorfisme de L cap a M s'estén a un homomorfisme de R cap a M.[14]

Les últimes dues condicions són "versions restringides" del criteri de Baer per a mòduls injectius. Com que els mòduls injectius per l'esquerra estenen els homomorfismes de tots els ideals per l'esquerra cap a R, els mòduls injectius són clarament divisibles en els sentits de les definicions 2 i 3.
Si, a més, R és un domini, llavors les tres definicions són equivalents. Si R és un domini d'ideals principals per l'esquerra, llavors els mòduls divisibles coincideixen amb els mòduls injectius. Per això, en el cas de l'anell dels enters Z, el qual és un domini d'ideals principals, un Z-mòdul (que és exactament un grup abelià) és divisible si i només si és injectiu.
Si R és un domini commutatiu, llavors els mòduls R injectius coincideixen amb els mòduls R divisibles si i només si R és un domini de Dedekind.